# Friedrich Koenig
Friedrich Koenig (teljes nevén Johann Friedrich Gottlob Koenig) (Eisleben, 1774. április 17. – Oberzell, 1833. január 17.) német feltaláló. A gyorssajtóval vált híressé, amelyet Andreas Friedrich Bauerral együtt készített. 

## Életpályája
Szülei egyszerű földművesek voltak, átlagos adottságait tovább tudta fejleszteni a népi iskola és egy eislebeni plébános magántanársága alatt. Apja halálával a család nehéz helyzetbe került. Ennek ellenére lehetővé tették számára, hogy gimnáziumban tanuljon. A fiatal Koenig matematikai és mechanikai tehetsége már korán megmutatkozott. 
1790-ben a nagy tradíciókkal rendelkező Breitkopf & Härtel könyvnyomdánál kezdett el könyvnyomdásznak tanulni, de tanulmányát pénzügyi nehézségei miatt nem tudta teljesíteni. Már négy és fél év múltával befejezte az inaskodást (normális esetben ez a képzés akkoriban öt évig tartott).
A nyomdagépek iránti érdeklődése meghatározta Koenig további életútját. Például mikor nem kezdett el rögtön a szakmájában dolgozni, hanem főiskolai előadásokon hospitált, hogy tovább képezze magát. 1802-ben megállapodást kötött barátjával, Friedrich Riedellel egy nyomdával egybekötött könyvkereskedés berendezésére szülővárosában. Később megegyeztek, hogy beruháznak egy fejlettebb kézi nyomdagépbe. 1803-ban kezdett el dolgozni a türingiai Suhlban egy üzemi sajtón, de az eredmény egy gyenge, fából készült konstrukció lett (Suhli-nyomda). Ez egy mechanikailag hajtott újfajta tégelysajtó volt. Az iparosodott Németországból hiányoztak mind az elegendő fémfeldolgozási ismeretek, mind az elegendő tőke ahhoz, hogy Koenig ötletei gyakorlatba is átültethetőek legyenek. 1806-ban áthajózott Angliába, hogy egy ottani nyomdatulajdonossal, Thomas Bensleyvel szerződést kössön találmányai hasznosítására. Megismerte a finommechanikus természettudóst, Andreas Friedrich Bauert, aki képzettségét fejleszteni jött el Stuttgartból az angol fővárosba 1805-ben. Angliában az ipari forradalom már a XVIII. század második felében elkezdődött  -  ötven évvel Németország és Franciaország előtt  –  s az angol mérnöki tudományt utolérhetetlennek tartották 1800 óta. Bensley tőkéjével és Bauer mechanikai ismereteivel Koenig hozzáláthatott a „Suhl-Presse“ tökéletesítéséhez, speciálisan elkészített fém alkatrészek beépítéséhez. 

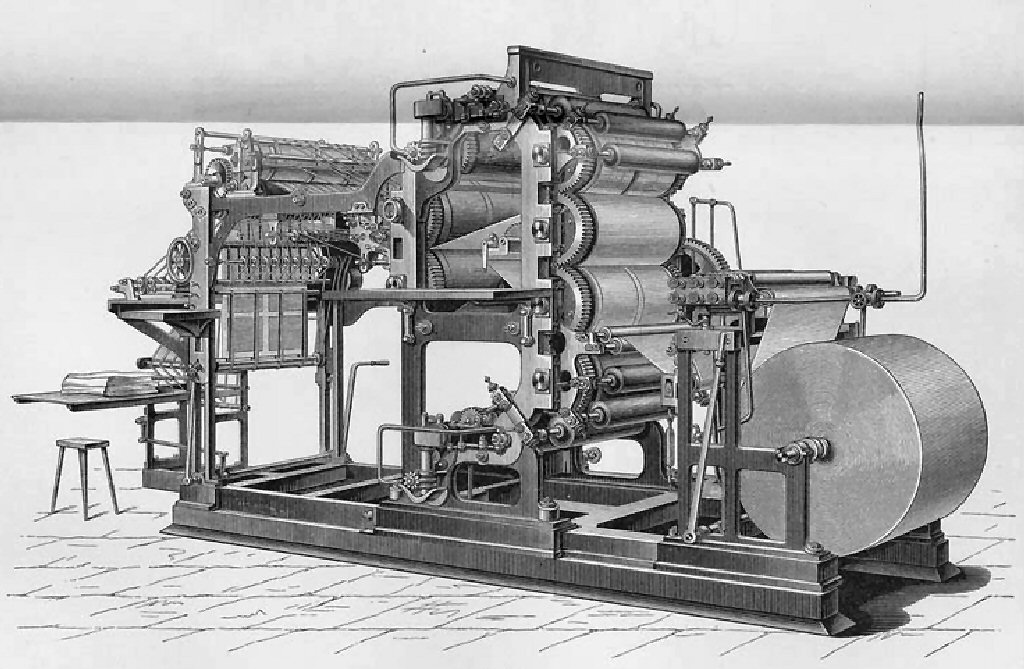
Hengeres gyorssajtó

1809. szeptember 9-én Bensley és Koenig egy kiegészítő szerződésben szabályozta, hogy a nyomdász Richard Taylor és Thomas Woodfall is csatlakozik a nyomdagép-építők társaságához. Koenig és Bauer 1810-ben szabadalmaztatott egy tégelysajtót, melyet 1811-re el is készítettek. A nyomdagép egy festékező szerkezetet is irányított, ami egy henger segítségével oszlatta szét a színeket, és juttatta a nyomdaformába. Tehát nem festékező labdát használtak már, hanem hengert, de ez a szerkezet még nagyon hasonlított a kézisajtóra. Ugyanebben az évben sikerült kinyomtatni az első könyvet. 
1812-ben Koenig feltalálta a hengeres gyorssajtót, ami forradalmasította a könyvnyomtatást. Ez tulajdonképpen a korábbi találmány továbbfejlesztett változata volt.
1814. november 29-én a londoni The Times kiadta a világ első hengeres gyorssajtóval nyomtatott újságát. A kézisajtó gőzgéppel hajtott változatával is ők dolgoztak először, mert az újító kedvű ifj. John Walter megvette Koenig egyik gépét. Miután Koenig elnyerte a különféle szabadalmakat, összeveszett mecénásaival, mert ők a szabadalmaztatott nyomdagépet kizárólag saját nyomdájukban akarták alkalmazni. Ezzel szemben Koenig gépei ipari sokszorosításában volt érdekelt. 
1817-ben visszahajózott Németországba és üzleti partnerével, Andreas Bauerral a Würzburg melletti Oberzell kolostorban rendezte be gépgyárát, a Koenig & Bauert. Ez volt Németország első nyomdagépgyára. 1828-ban rendezte be az első papírgyárát bajor királyságban.
Az 1830. júliusi franciaországi forradalom visszavetette a megrendeléseket, ezért a cég a csőd szélére jutott. Felesége segítségével sikerült csak ismét fellendíteni a gyárat. 
1833-ban bekövetkezett halála után Andreas Bauer és özvegye, Fanny Koenig vitte az oberzelli üzletet tovább. A cég a 19. században vált igazán sikeressé fiai, Wilhelm Koenig és Friedrich Koenig idejében. 1920 óta a vállalkozás részvénytársaságként üzemelt. 
2007 végén a Koenig & Bauer cég 8250 munkavállalót foglalkoztatott, 1. 704 milliárd euro forgalma volt, és világszerte 9 gyárat tartott fenn.

## Emlékezete
1974 óta Würzburgban a Friedrich–Koenig gimnázium viseli a feltaláló és vállalkozó nevét.